# Fuente-Olmedo
Fuente-Olmedo è un comune spagnolo di 58 abitanti situato nella comunità autonoma di Castiglia e León.